# 1572
| [ Edytuj tabelę ]              | |
| Król Polski                    | - 1530 Zygmunt II August 1572 - 1572 bezkrólewie 1573 |
| Współksiążęta Andory           | - 1572 Joan Dimes Lloris 1576 - 1555 Joanna d’Albret 1572 - 1572 Henryk IV Burbon 1610                                                                                  |
| Król Anglii                    | - 1558 Elżbieta I 1603 |
| Elektor Brandenburgii          | - 1571 Jan Jerzy 1598 |
| Książę Bawarii                 | - 1550 Albrecht V 1579 |
| Sułtan Brunei                  | - 1521 Abdul Kahar 1575 |
| Cesarz Chin                    | - 1566 Longqing 1572 - 1572 Wanli 1620 |
| Król Czech                     | - 1564 Maksymilian II Habsburg 1576 |
| Król Danii                     | - 1559 Fryderyk II 1588 |
| Dalajlama                      | - 1543 Sonam Gjaco 1588 |
| Cesarz Etiopii                 | - 1563 Sertse Dyngyl 1597 |
| Król Francji                   | - 1560 Karol IX 1574 |
| Król Hiszpanii                 | - 1556 Filip II 1598 |
| Landgraf Hesji-Kassel          | - 1567 Wilhelm IV Mądry 1592 |
| Hrabia Holandii                | - 1555 Filip II Habsburg 1572 |
| Stadhouder Holandii            | - 1567 Maksymilian z Hennin 1573 |
| Szach Iranu                    | - 1524 Tahmasp I 1576 |
| Państwo Wielkich Mogołów       | - 1556 Akbar 1605 |
| Władca Inków                   | - 1571 Tupac Amaru 1572 |
| Cesarz Japonii                 | - 1557 Ōgimachi 1586 |
| Kalif                          | - 1566 Selim II 1574 |
| Patriarcha Konstantynopola     | - 1565 Metrofan III 1572 - 1572 Jeremiasz II Tranos 1579 |
| Władca Korei                   | - 1567 Sŏnjo 1608 |
| Książę Kurlandii i Semigalii   | - 1561 Gotthard Kettler 1587 |
| Sułtan Maroka                  | - 1557 Abdullah al-Ghalib 1574 |
| Senior Monako                  | - 1532 Honoriusz I 1581 |
| Król Nawarry                   | - 1555 Joanna d’Albret 1572 - 1572 Henryk III 1610 |
| Król Norwegii                  | - 1559 Fryderyk II 1588 |
| Sułtan Omanu                   | - 1560 Abd Allah ibn Muhammad 1624 |
| Elektor Palatynatu             | - 1559 Fryderyk III 1576 |
| Papież                         | - 1566 Pius V 1572 - 1572 Grzegorz XIII 1585 |
| Książę Parmy i Piacenzy        | - 1556 Oktawiusz Farnese 1586 |
| Król Portugalii                | - 1557 Sebastian 1578 |
| Książę w Prusach               | - 1568 Albrecht Fryderyk 1618 |
| Car Rosji                      | - 1547 Iwan IV Groźny 1584 |
| Cesarz Rzymski (niemiecki)     | - 1564 Maksymilian II Habsburg 1576 |
| Kapitanowie Regenci San Marino | - 1571 Pier Paolo Corbelli Giovanni Paolo di Giuliano 1572 - 1572 Innocenzo Brancuti Francesco Giannini 1572 - 1572 Pier Matteo Belluzzi Antonio di Angelo Bellini 1573 |
| Elektor Saksonii               | - 1553 August Wettyn 1586 |
| Król Szkocji                   | - 1567 Jakub VI 1625 |
| Król Szwecji                   | - 1569 Jan III Waza 1592 |
| Król Tajlandii                 | - 1569 Maha Thammaracha Thirat 1590 |
| Sułtan Turków                  | - 1566 Selim II 1574 |
| Doża Wenecji                   | - 1570 Alvise Mocenigo 1577 |
| Król Węgier                    | - 1563 Maksymilian II 1576 |

Rok 1572 / MDLXXII
stulecia: XV wiek ~
XVI wiek ~
XVII wiek

lata: 1562 «
1567 «
1568 «
1569 «
1570 «
1571 «
1572
» 1573
» 1574
» 1575
» 1576
» 1577
» 1582

## Wydarzenia w Polsce
- 9 stycznia – powódź w Toruniu; zginęło 300 osób.
- 12 marca-28 maja – w Warszawie obradował sejm[1].
- 14 czerwca – wodowano w Elblągu galeon Smok.
- 7 lipca – śmierć Zygmunta Augusta, koniec dynastii Jagiellonów w Polsce.
- 17 lipca – szlachta chełmska zebrała się na sejmiku w Krasnymstawie i po raz pierwszy (w sytuacji bezkrólewia) powołała sądy kapturowe.
- Październik – zjazd senatorów koronnych w Kaskach niedaleko Łowicza, na którym podjęto decyzję o zwołaniu sejmu konwokacyjnego w Warszawie na początek 1573 r. oraz uznano prymasa za interrexa.

- Nieudana interwencja wojewody Mikołaja Mieleckiego w Mołdawii w celu osadzenia na tronie Bogdana IV.
- Szymon Budny, polemista i teolog Braci Polskich, wydał Biblię Nieświeską.

## Wydarzenia na świecie
- 1 kwietnia – Gezowie morscy zdobyli twierdzę Brielle u ujścia Mozy. Wydarzenie to jest uznawane za początek wojny wyzwoleńczej Niderlandów przeciwko Hiszpanom.
- 13 maja – Grzegorz XIII został papieżem.
- 9 czerwca – Henryk IV Burbon został królem Nawarry.
- 9 lipca – Holandia: powieszono 19 męczenników z Gorkum.
- 24 lipca – hiszpańscy konkwistadorzy zdobyli Vilcabambę, ostatnią stolicę Imperium Inków.
- 18 sierpnia – król Nawarry Henryk IV pojął za żonę francuską księżniczkę Małgorzatę de Valois, ze względu na różnice konfesji przyszłych małżonków ceremonia odbyła się na dziedzińcu paryskiej katedry Notre-Dame, zaś sam ślub miał być symbolicznym aktem braterstwa między hugenotami a katolikami, 6 dni później rozpętała się tzw. „noc św. Bartłomieja”.
- 23/24 sierpnia – noc św. Bartłomieja, rzeź hugenotów we Francji.
- 24 sierpnia – w rozpoczętej kilkudniowej serii mordów dokonywanych w Paryżu przez katolików na protestantach (wydarzenia określane jako „noc św. Bartłomieja”) przywódca hugenotów, admirał Gaspard de Coligny został wyrzucony przez okno, po czym ucięto mu głowę i odesłano do Rzymu w darze dla papieża Grzegorza XIII.
- 24 września – został ścięty Tupac Amaru, ostatni król Inków.
- 11 listopada – Tycho Brahe odkrył supernową w gwiazdozbiorze Kasjopei.

- Na mocy zezwolenia cesarza Maksymiliana II Habsburga z księstwa cieszyńskiego zostało wydzielone państwo bielskie.
- Zawarto sojusz angielsko-francuski.

## Urodzili się
- 22 stycznia – John Donne, czołowy poeta wczesnego angielskiego baroku (zm. 1631)
- 23 stycznia – Joanna de Chantal, francuska zakonnica, współzałożycielka zgromadzenia wizytek (zm. 1641)
- 2 lutego – Maciej Łubieński, arcybiskup gnieźnieński i prymas Polski, biskup poznański (zm. 1652)
- 12 marca – Walenty Smalc, duchowny i teolog braci polskich, pisarz, tłumacz (zm. 1622)
- 10 maja – Maria Sydonia cieszyńska, księżniczka cieszyńska z dynastii Piastów (zm. 1587)
- 11 czerwca – Ben Jonson, angielski dramaturg, poeta i aktor (zm. 1637)
- 8 września – Piotr Casani, włoski pijar, błogosławiony katolicki (zm. 1647)
- 8 listopada – Jan Zygmunt Hohenzollern, margrabia-elektor Brandenburgii i książę pruski (zm. 1620)
- 1 grudnia – Vilém Slavata z Chlumu, czeski szlachcic i historyk, ofiara defenestracji praskiej z 1618 (zm. 1652)
- 31 grudnia – Go-Yōzei, 107. władca Japonii (zm. 1617)

- data dzienna nieznana: 
  - Giovanni Bernardino Azzolini, włoski malarz i rzeźbiarz (zm. 1645)
  - Zygmunt Batory, książę Siedmiogrodu w latach 1588–1599 i 1600–1601, książę opolski (zm. 1613)
  - Johann Bayer, astronom niemiecki (zm. 1625)
  - Abraham van den Blocke, architekt i rzeźbiarz tworzący w Gdańsku, syn Willema (zm. 1628)
  - Izaak van den Blocke, malarz, syn Willema, obywatel Gdańska (zm. 1626)
  - Arend Dickmann, holenderski admirał polskiej floty wojennej (zm. 1627)
  - Korneliusz Drebbel, holenderski wynalazca (zm. 1633)
  - Fachr ad-Din II, libański emir (zm. 1635)
  - Henri de Gondi, biskup Paryża w latach 1598–1622 i kardynał (zm. 1622)
  - Filip od Jezusa de Las Casas, franciszkanin, męczennik w Nagasaki, święty katolicki (zm. 1597)
  - Bartholomew Gosnold, prawnik i podróżnik angielski, kaper (zm. 1607)
  - Caspar Hofman, lekarz, profesor związany z Akademią Medyczną we Frankfurcie nad Odrą (zm. 1648)
  - Bartłomiej Keckermann, filozof, historyk, teolog kalwiński i pedagog (zm. 1609)
  - Andrzej Lipski, biskup łucki (1617), włocławski (1623) i krakowski (zm. 1631)
  - Cyryl Lukaris, grecki duchowny prawosławny, teolog, patriarcha Aleksandrii w latach 1601–1620 (jako Cyryl III) (zm. 1638)
  - Gonzalo López de Ocampo, hiszpański duchowny katolicki, czwarty arcybiskup limski oraz prymas Peru (zm. 1627)
  - Odo van Maelcote, holenderski matematyk i jezuita (zm. 1615)
  - Adam Nowodworski, biskup kamieniecki, przemyski oraz poznański (zm. 1634)
  - Jan Antonisz van Ravesteyn, holenderski malarz barokowy (zm. 1657)
  - Eustachy Wołłowicz (biskup wileński), proboszcz trocki, duchowny referendarz wielki litewski, pisarz litewski, podkanclerzy litewski (zm. 1630)
  - Paweł z Łęczycy, gwardian, kustosz, definitor, egzorcysta, tłumacz (zm. 1642)

## Zmarli
- 10 stycznia – Krzysztof Falk, literat pruski, kronikarz i poeta, nauczyciel (ur. 1520)
- 29 stycznia – Luis Colón de Toledo, pierwszy syn Diego Colóna i Maríi de Toledo y Rojas, wnuk Krzysztofa Kolumba (ur. 1533)
- 8 lutego – Cyryl, metropolita Moskwy i Wszechrusi (ur. 1492)
- 28 lutego – Katarzyna Habsburżanka, trzecia żona Zygmunta II Augusta (ur. 1533)
- 2 marca – Mem de Sá, portugalski gubernator generalny Brazylii (ur. 1500)
- 12 marca – Stanisław Górski, polski duchowny katolicki, kanonik płocki i krakowski, historyk-zbieracz (ur. 1497)
- 13 marca – Petar Hektorović, chorwacki pisarz i poeta (ur. 1487)
- 17 marca – Georg Hundt von Weckheim, administrator urzędu wielkiego mistrza zakonu krzyżackiego (ur. 1520)
- 17 kwietnia – Filip Padniewski, duchowny, pisarz polityczny, mówca i mecenas sztuki (ur. 1510)
- 1 maja – Pius V, papież (ur. 1504)
- 2 maja – Mikołaj Potocki, rotmistrz królewski (1550), zawiadowca zamku kamienieckiego (1555), strażnik polny koronny (ur. 1517)
- 3 maja – Rafał Działyński, kasztelan brzeskokujawski (ur. 1510)
- 11 maja – Mojżesz ben Israel Isserles, krakowski rabin (ur. 1525)
- 6 czerwca – Stanisław Zamoyski, polski szlachcic, magnat, hetman nadworny (ur. 1519)
- 9 czerwca – Joanna d’Albret, królowa Nawarry (ur. 1528)
- 5 lipca – Longqing, dwunasty cesarz Chin z dynastii Ming (ur. 1537)
- 7 lipca – Zygmunt II August, wielki książę litewski i król Polski (ur. 1520)
- 7 lipca – Walenty Herburt, biskup przemyski (ur. 1524)
- 9 lipca – Męczennicy z Gorkum:
  - Adrian Jansen, holenderski norbertanin, męczennik, święty katolicki (ur. 1528 lub 1532)
  - Andrzej Wouters, holenderski duchowny katolicki, męczennik, święty (ur. 1542)
  - Antoni z Hoornaert, kapłan franciszkanin, męczennik, święty katolicki (ur. ?)
  - Antoni z Weert, kapłan franciszkanin, męczennik, święty katolicki (ur. 1522)
  - Franciszek Roye, kapłan franciszkanin, męczennik, święty katolicki (ur. 1522)
  - Godfryd van Duynsen, holenderski duchowny katolicki, męczennik, święty (ur. 1502)
  - Gotfryd z Melveren, kapłan franciszkanin, męczennik, święty katolicki (ur. 1512)
  - Hieronim z Weert, kapłan franciszkanin, męczennik, święty katolicki(ur. 1522)
  - Jakub La Coupe, belgijski duchowny katolicki, męczennik, święty (ur. 1541)
  - Jan Lenartz, kapłan augustianin, męczennik, święty katolicki (ur. 1504)
  - Jan z Kolonii, kapłan dominikanin, męczennik, święty katolicki (ur. ?)
  - Korneliusz Wijk, brat zakonny franciszkanin, męczennik, święty katolicki (ur. 1548)
  - Leonard Vechel, holenderski duchowny katolicki, męczennik, święty (ur. ok. 1527)
  - Mikołaj Janssen, holenderski duchowny katolicki, męczennik, święty (ur. 1532)
  - Mikołaj Pick, kapłan franciszkanin, męczennik, święty katolicki (ur. 1543)
  - Nikazjusz Jonson, kapłan franciszkanin, męczennik, święty katolicki (ur. 1522)
  - Piotr z Asche, kapłan franciszkanin, męczennik, święty katolicki (ur. 1530)
  - Teodoryk Endem, kapłan franciszkanin, męczennik, święty katolicki (ur. 1499)
  - Willad z Danii, kapłan franciszkanin, męczennik, święty katolicki (ur. 1482)
- 25 lipca – Izaak Luria, żydowski uczony i mistyk, uważany przez swych wyznawców za Mesjasza (ur. 1534)
- 20 sierpnia – Miguel López de Legazpi, hiszpański konkwistador, założyciel pierwszej kolonii na Filipinach (ur. 1502)
- 22 sierpnia – Thomas Percy, siódmy earl hrabstwa Northumberland, błogosławiony katolicki (ur. 1528)
- 24 sierpnia – Gaspard de Coligny, francuski admirał, przywódca hugenotów (ur. 1519)
- 26 sierpnia – Petrus Ramus, francuski filozof, matematyk, logik, filolog (ur. 1515)
- 27 sierpnia – Claude Goudimel, francuski kompozytor (ur. 1514)
- 19 września – Barbara Habsburżanka, arcyksiężniczka Austrii, księżniczka Czech i Węgier (ur. 1539)
- 24 września – Tupac Amaru, ostatni król Inków, rezydujący w Vilcabambie (ur. ?)
- 25 września – Marcin Rokicki herbu Rawicz, także Barian Rokicki 1572 w Bieczu – aptekarz polski, rajca i burmistrz Biecza
- 30 września – Franciszek Borgiasz, trzeci generał zakonu jezuitów, jedna z kluczowych postaci kontrreformacji (ur. 1510)
- 12 listopada – Grzegorz Chodkiewicz, hetman wielki litewski, kasztelan wileński (ur. ok. 1513)
- 23 listopada – Agnolo Bronzino, włoski malarz (ur. 1503)
- 24 listopada – John Knox, przywódca szkockiej reformacji (ur. 1514)
- 2 grudnia – Ippolito d’Este, włoski kardynał i mąż stanu (ur. 1509)
- 22 grudnia – François Clouet, malarz francuski, pochodzenia niderlandzkiego (ur. 1515)
- 30 grudnia – Galeazzo Alessi, włoski architekt, główny przedstawiciel manieryzmu (ur. 1512)

- Data dzienna nieznana: 
  - Rafael Bombelli, włoski matematyk (ur. 1526)
  - Maciej Kawęczyński, polski i białoruski wydawca i drukarz, działacz reformacji na Litwie (ur. ok. 1520)
  - Andrzej Frycz Modrzewski, polski twórca i pisarz polityczny okresu renesansu (ur. ok. 1503)
  - Jan Tarło, polski magnat (ur. ?)

## Zdarzenia astronomiczne
- 6 listopada – w gwiazdozbiorze Kasjopei wybuchła supernowa SN 1572 o jasności ok. -4m, a więc dorównującej Wenus